# Eugene McCarthy
Eugene Joseph McCarthy (Watkins, Minnesota; 29 de marzo de 1916-Georgetown, Washington D. C.; 10 de diciembre de 2005), también conocido como Gene McCarthy, fue un político y poeta estadounidense de Minnesota. Fue miembro de la Cámara de Representantes de Estados Unidos de 1949 a 1959 y del Senado de Estados Unidos de 1959 a 1971. McCarthy buscó la candidatura demócrata en las elecciones presidenciales de 1968, desafiando al titular Lyndon B. Johnson con una plataforma contra la guerra de Vietnam. McCarthy aspiró a la presidencia en cinco ocasiones, pero nunca ganó.
Nacido en Watkins, Minnesota, McCarthy se convirtió en profesor de economía tras obtener un título de posgrado en la Universidad de Minnesota. Sirvió como descifrador de códigos para el Departamento de Guerra de los Estados Unidos durante la Segunda Guerra Mundial. McCarthy se afilió al Partido Demócrata-Agrario-Laborista de Minesota (la filial estatal del Partido Demócrata) y en 1948 fue elegido para la Cámara de Representantes, donde ejerció hasta ser elegido para el Senado en 1958. McCarthy fue un destacado defensor de Adlai Stevenson II para la nominación presidencial demócrata en 1960 y fue él mismo candidato a la nominación vicepresidencial demócrata en 1964. Fue copatrocinador de la Ley de Inmigración y Nacionalidad de 1965, aunque más tarde se arrepintió de su impacto y se convirtió en miembro de la Federación para la Reforma de la Inmigración Americana.
A medida que avanzaba la década de 1960, McCarthy se convirtió en un destacado opositor a la gestión de Johnson en la guerra de Vietnam. Después de que Robert F. Kennedy rechazara la petición de un grupo de demócratas antiguerra para desafiar a Johnson en las primarias demócratas de 1968, McCarthy se presentó a la carrera con una plataforma antiguerra. Aunque en un principio se le daban pocas posibilidades de ganar, la Ofensiva del Tet galvanizó la oposición a la guerra y McCarthy terminó en un sólido segundo lugar en las primarias de New Hampshire. Después, Kennedy entró en la carrera y Johnson anunció que no se presentaría a la reelección. McCarthy y Kennedy ganaron cada uno varias primarias antes de que Kennedy fuera asesinado en junio de 1968. La Convención Nacional Demócrata de 1968 nombró al vicepresidente Hubert Humphrey, el candidato preferido de Johnson.
McCarthy no se presentó a la reelección en las elecciones al Senado de 1970. Buscó la nominación presidencial demócrata en 1972, pero le fue mal en las primarias. Después se presentó a varias elecciones más, pero nunca fue elegido para otro cargo. Se presentó como independiente a las elecciones presidenciales de 1976 y obtuvo el 0,9% del voto popular. Fue demandante en el histórico caso de financiación de campañas Buckley v. Valeoy apoyó a Ronald Reagan en las elecciones presidenciales de 1980.

## Primeros años
McCarthy nació en Watkins, Minnesota. Era hijo de una mujer católica profundamente religiosa de ascendencia alemana, Anna Baden McCarthy, y de un hombre de fuerte carácter de ascendencia irlandesa, Michael John McCarthy Jr, jefe de correos y comprador de ganado.
McCarthy creció en Watkins con sus padres y tres hermanos. Asistió a la escuela católica de San Antonio, en Watkins, y pasó horas leyendo los clásicos de Harvard de su tía. Recibió la influencia de los monjes de la cercana Abadía y Universidad de San Juan en Collegeville, Minnesota, y asistió a la escuela preparatoria de San Juan, donde se graduó en 1932. También estudió en la Universidad de Saint John, donde se graduó en 1935. McCarthy obtuvo su maestría en la Universidad de Minnesota en 1939. Enseñó en escuelas públicas de Minnesota y Dakota del Norte de 1935 a 1940, cuando se convirtió en profesor de economía y educación en St. Mientras estuvo en St. John's, entrenó al equipo de hockey durante una temporada.
En 1943, considerando la vida contemplativa de un monje, se hizo novicio benedictino en la Abadía de San Juan. Tras nueve meses como monje, dejó el monasterio, lo que hizo que un compañero de noviciado dijera: "Fue como perder a un ganador de 20 partidos". Se alistó en el ejército, sirviendo como descifrador de códigos para la División de Inteligencia Militar del Departamento de Guerra en Washington D. C. en 1944. A continuación, fue instructor de sociología y economía en el College of St. Thomas de St. Paul, Minnesota, de 1946 a 1949.

## Congresista de los Estados Unidos
McCarthy se afilió al Partido Demócrata-Laboral de Minnesota. En 1948 fue elegido para la Cámara de Representantes de Estados Unidos con el apoyo de los trabajadores y los católicos, representando el 4.º distrito del Congreso de Minnesota hasta 1959. Se convirtió en el líder de los jóvenes liberales, predominantemente del Medio Oeste, llamados "los merodeadores de McCarthy".
En 1952 se enfrentó al senador de Wisconsin Joseph McCarthy (sin parentesco) en un debate televisado a nivel nacional en el que parodió los argumentos del senador para "demostrar" que el general Douglas MacArthur había sido un peón comunista. En 1958 fue elegido senador de los Estados Unidos.

## Senador de los Estados Unidos

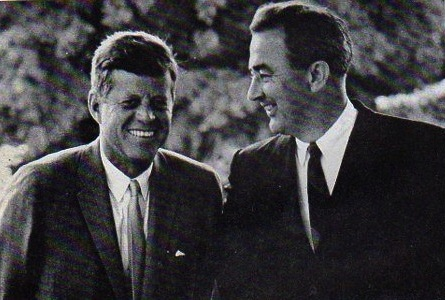
McCarthy con el presidente John F. Kennedy

Fue miembro (entre otros comités) del poderoso Comité de Relaciones Exteriores del Senado. McCarthy se dio a conocer a un público más amplio en 1960, cuando apoyó al dos veces derrotado candidato presidencial Adlai Stevenson para la nominación demócrata. Durante su discurso suplicó: "¡No rechacen a este hombre que nos hizo sentirnos orgullosos de llamarnos demócratas!". Bromeó sobre sus propios méritos como candidato: "Soy el doble de liberal que Hubert Humphrey, el doble de inteligente que Stuart Symington y el doble de católico que Jack Kennedy". Se le consideró como posible compañero de fórmula de Lyndon Johnson en 1964, pero su colega el senador de Minnesota Humphrey fue elegido para ese puesto.
Junto con Ted Kennedy, McCarthy fue uno de los copatrocinadores originales de la Ley de Inmigración de 1965. Más tarde se arrepintió de ello, señalando que "sin que prácticamente todos los partidarios del proyecto de ley lo reconocieran, había disposiciones que acabarían provocando un crecimiento sin precedentes del número de personas y la transferencia del control de la política de los representantes elegidos por el pueblo estadounidense a los individuos que deseaban traer a sus familiares a este país". Se convirtió en miembro de la junta de asesores de la Federation for American Immigration Reform.
McCarthy se reunió con el revolucionario marxista-leninista Che Guevara en la ciudad de Nueva York en 1964 para discutir la reparación de las relaciones entre Estados Unidos y Cuba. Se reunieron en el apartamento de la periodista Lisa Howard en Park Avenue en Manhattan. La película de 2008 Che: Part One, de 2008, retrata este acontecimiento.
Meses antes de su anuncio, McCarthy insinuó que desafiaría al presidente Johnson por la nominación demócrata debido a sus puntos de vista contrastantes con el presidente sobre la guerra de Vietnam. La organización Americans for Democratic Action anunció que apoyaría la campaña de McCarthy si decidía presentarse. Johnson se tomó en serio estas menciones y confió en privado a los líderes demócratas del Congreso que McCarthy podría conseguir el apoyo de Martin Luther King y del Dr. Benjamin Spock, lo que dividiría al partido. Se rumoreaba que McCarthy tenía 100.000 dólares prometidos para utilizarlos en las primarias de New Hampshire y Wisconsin del año siguiente. Un político explicó a Johnson que la candidatura de McCarthy podría recordar a la de Estes Kefauver, cuya campaña de 1952 en las primeras primarias se especula que hizo que el presidente Harry S. Truman no se presentara a la reelección. McCarthy explicó en privado sus intenciones al vicepresidente Hubert Humphrey, con quien había servido a Minnesota en el Senado durante casi dos décadas. Comentó que no creía que pudiera ganar, pero que había "perdido el interés" por el Senado y que se sentía "muy fuerte con respecto a la guerra", creyendo que la mejor manera de expresarse era "salir y presentarse a las primarias". Humphrey declaró que McCarthy era "más vanidoso y arrogante de lo que sus partidarios querían admitir", pero que no decidió presentarse a la presidencia por sus sentimientos personales hacia Johnson, sino por sus auténticos sentimientos sobre la guerra de Vietnam.

## Campaña presidencial de 1968

### McCarthy desafía a Johnson
Me presento porque este país está inmerso en una profunda crisis de liderazgo, una crisis de propósito nacional y una crisis de los ideales estadounidenses. Ha llegado el momento de sustituir el liderazgo del miedo por un liderazgo de la esperanza. Esto no es simplemente lo que yo quiero, o lo que la mayoría de nosotros quiere. Es, creo, el hambre más profunda del alma estadounidense.
Eugene McCarthy

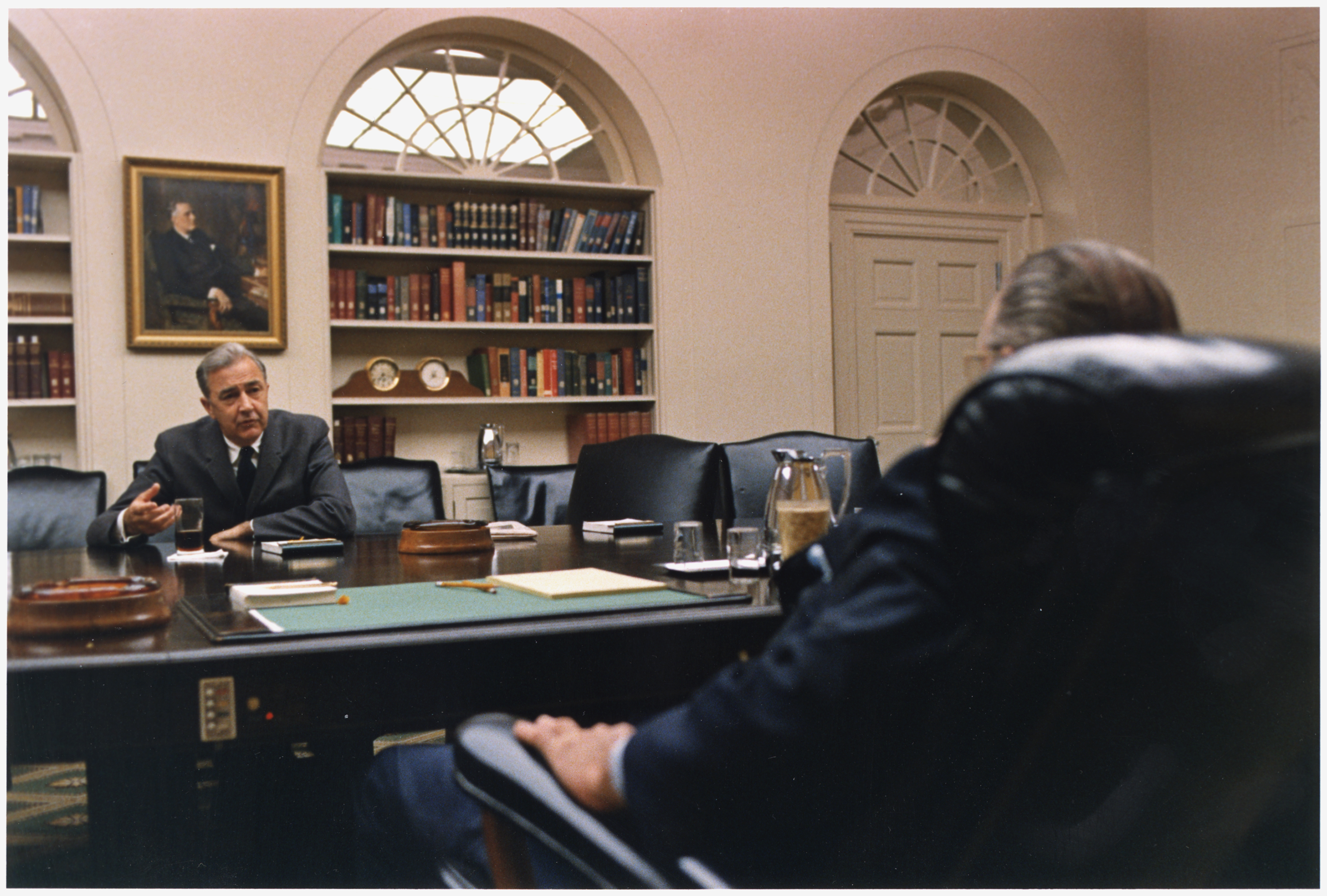
Reunión de McCarthy con el presidente Lyndon B. Johnson

Citando la importancia de impedir la nominación del presidente Johnson y la continuación de la guerra en Vietnam, McCarthy se presentó a las cuatro primarias presidenciales demócratas el 30 de noviembre de 1967. Al presentarse, el senador expresó que creía que había una "crisis moral cada vez más profunda" en Estados Unidos con el rechazo del sistema político por parte de los ciudadanos, y una impotencia que esperaba aliviar como presidente. Pocos días después, la administración Johnson hizo un anuncio sobre la guerra de Vietnam que, según McCarthy, era similar a una escalada. Creía que ese anuncio sólo reforzaría su propia campaña. A la semana siguiente, se extendió el rumor entre el personal del presidente de que la campaña de McCarthy era una estratagema para debilitar a Johnson y facilitar la derrota del senador Robert F. Kennedy. Kennedy había anunciado que no desafiaría a Johnson por la nominación, pero no se descartaba una candidatura presidencial. Antes de desafiar a Johnson, McCarthy animó a Kennedy a entrar en la carrera.
McCarthy comenzó el mes de enero sin hacer promesas sobre un posible desafío al presidente en la votación de las primarias de Florida, pero reafirmó su objetivo de derrotar al presidente en New Hampshire. Al día siguiente, apareció como el primer invitado de la serie de noticias de media hora de la ABC Temas y Respuestas, y discutió sus puntos de vista sobre temas pertinentes de la campaña. Afirmó que el gobierno norvietnamita estaba dispuesto a negociar y que se debía detener cualquier bombardeo para poner fin a las hostilidades. Mientras el presidente Johnson se preparaba para su discurso anual sobre el estado de la Unión, McCarthy solicitó a las cadenas de televisión el mismo tiempo después de que el presidente discutiera la teoría de la conspiración McCarthy-Kennedy el mes anterior. La solicitud fue rechazada. Ese mismo mes, McCarthy pronunció un discurso ante 6.500 estudiantes en University Park, Pennsylvania, en el que criticó a la administración Johnson por tener "miedo a negociar" con los norvietnamitas. Esto ocurrió mientras Robert Kennedy comentaba que apoyaría a Johnson como candidato, a pesar de que sus puntos de vista se parecían más a los de McCarthy, prediciendo que la campaña tendría una "influencia saludable" en Johnson, a quien eligió para ganar finalmente la nominación. A finales de enero, McCarthy hizo campaña en St. Louis, donde continuó con su retórica antibélica, describiendo la guerra de Vietnam como contraria a la "tradición americana" y declaró que "ninguna nación tiene derecho" a "destruir una nación" con la justificación de "construir una nación". A continuación, habló de su apoyo a la normalización de las relaciones con Cuba. Tras siete semanas de campaña, McCarthy llegó a la conclusión de que sus discursos parecían más poesía que mensajes de campaña sustanciales. Mientras viajaba por California, una parada en Stanford fue recibida con titulares de periódicos que preguntaban al candidato si "quería hacer discursos justos... o acabar con la guerra de Vietnam". A medida que avanzaba su candidatura, McCarthy y sus colaboradores se esforzaron por mejorar el "vacío de pasión" de la campaña.

### Inicio de la campaña principal

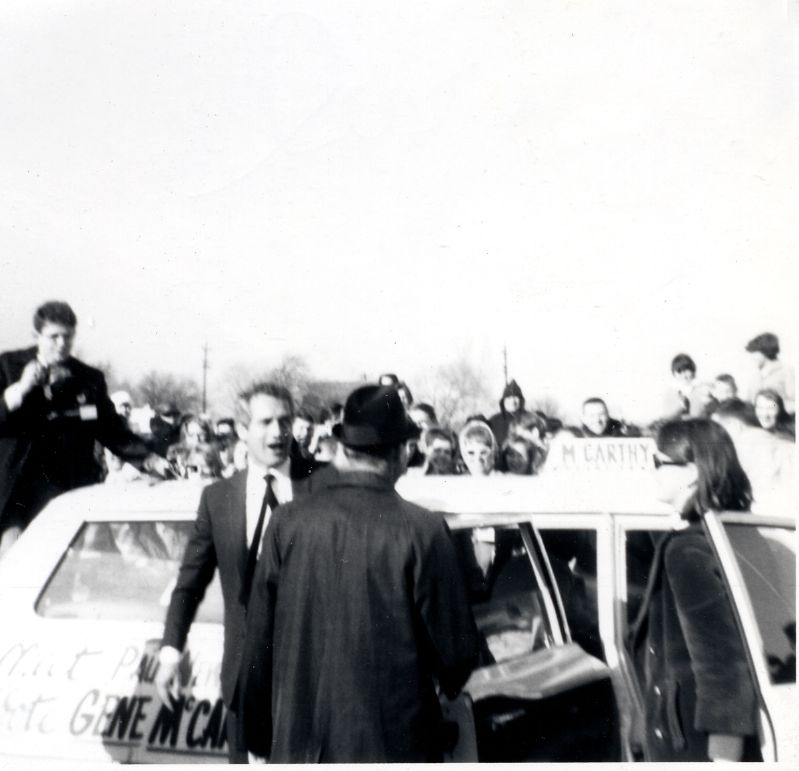
El actor Paul Newman en un mitin de McCarthy en Wisconsin

En 1968, Allard K. Lowenstein y su movimiento Dump Johnson, contrario a la Guerra de Vietnam, reclutaron a McCarthy para que se presentara contra el presidente en ejercicio Lyndon B. Johnson. Al parecer, Lowenstein intentó primero reclutar al senador Robert F. Kennedy, que declinó presentarse, y luego al senador George McGovern, que también declinó (Kennedy decidió presentarse después de las primarias del 16 de marzo de 1968, y McGovern también se presentó más tarde brevemente a la carrera). McCarthy se presentó y estuvo a punto de derrotar a Johnson en las Primarias de New Hampshire, con la intención de influir en el gobierno federal (entonces controlado por los demócratas) para que redujera su participación en la guerra de Vietnam. Varios estudiantes universitarios antiguerra y otros activistas de todo el país viajaron a New Hampshire para apoyar la campaña de McCarthy. Algunos estudiantes antiguerra que tenían la apariencia de hippies de pelo largo y contracultura optaron por cortarse el pelo largo y afeitarse la barba para hacer campaña por McCarthy puerta a puerta, un fenómeno que dio lugar al eslogan informal "Get clean for Gene".
La decisión de McCarthy de presentarse como candidato surgió en parte como resultado de la oposición del senador de Oregón Wayne Morse a la guerra. Morse fue uno de los dos senadores que votaron en contra de la Resolución del Golfo de Tonkin de agosto de 1964. Pronunció discursos para denunciar la guerra antes de que la mayoría de los estadounidenses la conocieran. A partir de entonces, varios demócratas de Oregón políticamente activos pidieron a Kennedy que se presentara como candidato antiguerra. McCarthy también animó a Kennedy a presentarse. Después de que Kennedy se negara, el grupo pidió a McCarthy que se presentara, y éste respondió favorablemente. Sin embargo, después de que Kennedy entrara en la carrera y Johnson se retirara, McCarthy cambió su enfoque hacia Kennedy.
McCarthy declaró su candidatura el 30 de noviembre de 1967, diciendo: "Me preocupa que la Administración parece no haber puesto límite al precio que está dispuesta a pagar por una victoria militar". Los expertos políticos y los medios de comunicación desestimaron su candidatura, y se le concedieron pocas posibilidades de hacer frente a Johnson en las primarias. Pero la percepción pública de él cambió tras la Ofensiva del Tet (del 30 de enero al 23 de febrero de 1968), tras la cual muchos demócratas se desilusionaron con la guerra, y bastantes se interesaron por una alternativa a Johnson. McCarthy dijo: "Mi decisión de desafiar la posición del Presidente y de la administración se ha visto reforzada por los recientes anuncios de la administración. La evidente intención de escalar e intensificar la guerra en Vietnam, y por otro lado, la ausencia de cualquier indicación o sugerencia positiva para un compromiso o para una solución política negociada."
El 3 de diciembre de 1967, McCarthy se dirigió a la Conferencia de Demócratas Preocupados en Chicago, acusando a la administración de Johnson de ignorar y malograr las oportunidades para llevar la guerra a su conclusión. Ocho días después se informó de que había sugerido abandonar algunas zonas de Vietnam del Sur al Viet Cong. El 17 de febrero de 1968, se informó de que la campaña de McCarthy había recaudado solo una cuarta parte de los fondos que esperaba recaudar a nivel nacional. En mayo, Kennedy atacó el historial de derechos civiles de McCarthy. El 23 de junio de 1968, Hubert Humphrey derrotó a McCarthy, asegurando importantes delegados en su estado natal compartido, Minnesota.
A medida que sus voluntarios (dirigidos por el coordinador de jóvenes Sam Brown) iban de puerta en puerta en New Hampshire, y que los medios de comunicación empezaban a prestar más atención al senador, McCarthy empezó a subir en las encuestas. Cuando recibió el 42% de los votos frente al 49% de Johnson en las primarias de New Hampshire del 12 de marzo (y 20 de los 24 delegados de New Hampshire para la convención demócrata), quedó claro que había una profunda división entre los demócratas sobre la guerra. Para entonces, Johnson se había convertido en un personaje inextricable de Vietnam, y esta demostración de apoyo dividido dentro de su partido significaba que su reelección (solo cuatro años después de ganar el mayor porcentaje de voto popular de la historia moderna) parecía improbable. El trío folk Peter, Paul y Mary publicó un disco "Eugene McCarthy For President (If You Love Your Country)", en el que apoyaban a McCarthy, quien, según decían, se había enfrentado en solitario a Johnson frente a "hombres más tímidos" que ahora se hacían eco de él.
Mientras McCarthy planeaba visitar Miami, Florida, los peces gordos demócratas decidieron organizar su propio mitin en el estado. No estaba claro si el plan se había desarrollado desde la Casa Blanca, pero se utilizaron tácticas de distracción para quitarle atención a la aparición de McCarthy cuando los demócratas del establishment programaron una reunión propia en los mismos días en Tallahassee. El propósito de la visita de McCarthy era hacer campaña y comenzar a discutir la lista de candidatos presidenciales para las primarias del 28 de mayo en Florida. Durante el viaje habló de los derechos civiles y comentó que "se necesitarían de 30 a 50 años de acción y preocupación constantes para llevar a cabo todas las promesas al negro emancipado que ha sido tratado como un pueblo colonial en Estados Unidos". "Tras el discurso, la Conferencia de Demócratas Preocupados decidió por unanimidad otorgarle delegados comprometidos del estado de Florida. Mientras tanto, una encuesta anónima mostró que ningún miembro del Congreso describía a McCarthy como el candidato más fuerte para la nominación demócrata, ya que la mayoría nombraba al presidente Johnson. Sin embargo, obtuvo el respaldo de los Americanos por la Acción Democrática, que no apoyaron a un presidente demócrata en funciones por primera vez en 20 años. Más tarde, McCarthy anunció que participaría en las primarias de Pensilvania, entregando 3.400 firmas en la fecha límite de presentación.

### Kennedy entra en la carrera

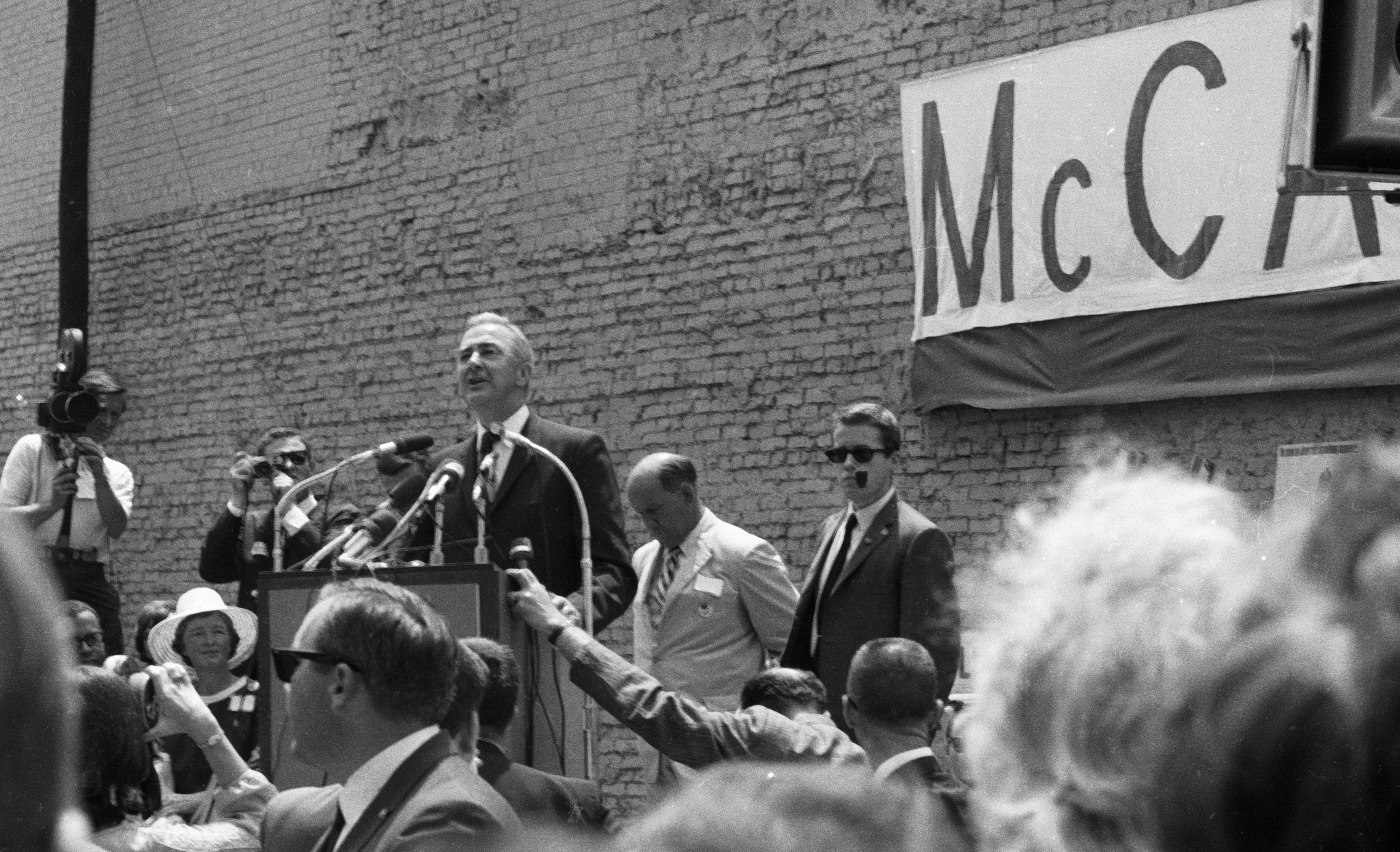
McCarthy habla en un acto de campaña en Seattle

El mes de marzo comenzó con acusaciones por parte de los medios de comunicación de que la campaña de McCarthy se estaba arrastrando. Se citó su tardanza en el pleno del Senado, que no pudo evitar un filibusterismo sureño contra un proyecto de ley de derechos civiles redactado por su colega el senador de Minnesota Walter Mondale. A pesar del revés, tres distritos electorales de Minnesota eligieron a los delegados que apoyaban a McCarthy en las asambleas electorales, en detrimento del vicepresidente Hubert Humphrey, y el presidente Johnson decidió abandonar Massachusetts, dando 72 delegados a McCarthy. Describió la noticia como "alentadora". En ese momento, McCarthy había dedicado gran parte de su tiempo a hacer campaña en New Hampshire, con la esperanza de mejorar su posición antes de las críticas primarias del estado. Mientras tanto, la campaña del presidente Johnson hizo circular el eslogan de que "los comunistas de Vietnam están observando las primarias de New Hampshire... no voten por el pensamiento difuso y la rendición" McCarthy comparó esta afirmación con el macartismo, una referencia al senador Joe McCarthy de Wisconsin. Los sondeos de opinión previos a las primarias de New Hampshire mostraban que el apoyo a McCarthy era sólo del 10 al 20 por ciento. Aunque no ganó la contienda, asombró a los espectadores de la carrera al obtener un sorprendente 42,2 por ciento de los votos frente al 49,4 por ciento de Johnson. Los medios de comunicación describieron los resultados como una "victoria moral" para McCarthy e influyeron en la decisión de Robert Kennedy de entrar en la carrera el 16 de marzo. El anuncio de Kennedy no afectó a la campaña de McCarthy. Siguió comprometido con los "jóvenes" que habían apoyado su campaña todo el tiempo, y comentó que él estaba "mejor calificado para postularse a la presidencia" que Kennedy. McCarthy puso su mirada en Wisconsin y comenzó a prepararse para las primarias del estado en abril. Publicó anuncios en los periódicos de todo el estado e incluyó su plataforma. En él, pedía "más ayuda federal para la educación", derechos de negociación colectiva para los agricultores, "un ingreso mínimo vital garantizado para todos los estadounidenses", la construcción de "al menos un millón de nuevas viviendas cada año, y más "fondos federales para detener la contaminación". Durante su estancia en Wisconsin, criticó al gobierno de Vietnam del Sur, diciendo que sería "demasiado amable" calificar a la entidad de corrupta y de dictadura. A continuación, anunció sus intenciones de presentarse a las primarias de Indiana y Florida, y esperaba competir en California en los próximos meses.
Una colección de materiales de campaña y discursos de McCarthy fue donada al Centro de Investigación de Colecciones Especiales de la Biblioteca Fenwick de la Universidad George Mason.
El 16 de marzo, Robert F. Kennedy anunció que se presentaría; muchos demócratas veían a Kennedy como un candidato más fuerte que McCarthy. El 31 de marzo, Johnson sorprendió al mundo anunciando que no buscaría la reelección. Después de eso, McCarthy ganó en Wisconsin, donde la campaña de Kennedy todavía se estaba organizando. McCarthy también ganó en Oregón contra un esfuerzo bien organizado de Kennedy; fue considerada su primera victoria oficial sobre Kennedy.
Como el presidente Johnson se había retirado inmediatamente antes de las primarias de Wisconsin, McCarthy ganó fácilmente aunque no se enfrentó a su nuevo contrincante, Robert Kennedy, en la papeleta, ya que Kennedy no era elegible para la papeleta porque entró en la carrera después de la fecha límite de presentación. Las encuestas sugieren que McCarthy fue el más beneficiado por la retirada de Johnson, alcanzando un 22% entre los demócratas, once puntos más, y dos por detrás del todavía no declarado Humphrey y quince por detrás de Kennedy. Viajó a Pensilvania a finales de mes, para preparar las primarias del estado a finales de abril. Mientras estaba allí, habló sobre el secuestro del USS Pueblo por parte de Corea del Norte, afirmando que Estados Unidos debería "esperar de vez en cuando pagar un rescate... si tienes barcos adyacentes a países que no respetan el derecho internacional". Aclaró que no estaba sugiriendo que se pagara el rescate, y estuvo de acuerdo en que el uso de la negociación por parte del presidente Johnson era correcto. A continuación, comparó su historial de servicio con el de Kennedy, afirmando que sus logros en materia de derechos civiles eran paralelos a un periodo de tiempo más largo que el del senador. El 23 de abril, McCarthy ganó las primarias de Pensilvania, recibiendo más votos que Kennedy, cuyo nombre no aparecía en la papeleta pero se presentó como candidato por escrito.

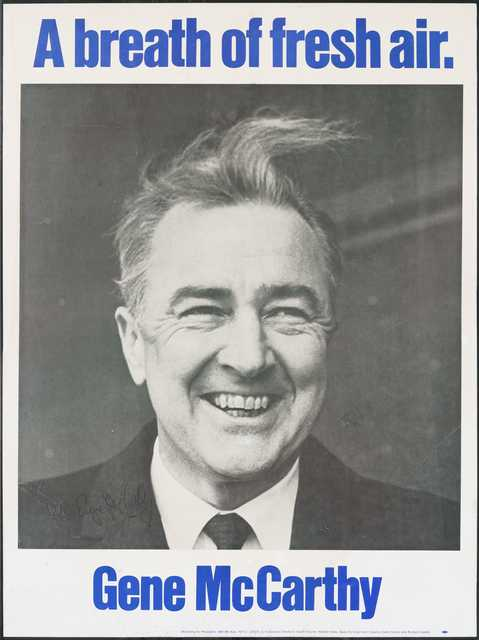
Eugene McCarthy en 1968

Al mes siguiente, McCarthy aprovechó el declive de Robert Kennedy en las encuestas, quedando a dos puntos del antiguo favorito para el segundo puesto en la carrera, detrás del vicepresidente Humphrey. En ese momento, las encuestas sugerían que McCarthy tenía más probabilidades que sus rivales demócratas de derrotar al candidato republicano Richard Nixon en un enfrentamiento directo, con una ventaja de 40 a 37 por ciento en una encuesta de Harris. Mientras hacía campaña en South Bend, Indiana, antes de las primarias del estado, McCarthy criticó el enfoque de sus dos rivales demócratas más cercanos. Afirmó que había tres tipos de unidad nacional: el enfoque de Humphrey, que consistía en "unir las cosas de forma indiscriminada", el enfoque de Kennedy, que consistía en una "combinación de intereses separados... o grupos", y su propio enfoque, que consistía en "pedir a todo el mundo... que sea tan responsable como pueda", que el candidato calificó como el enfoque para 1968. McCarthy perdió en Indiana, pero recibió el 27% de los votos frente al 42% de Kennedy. Cuatro días después, McCarthy fue el más votado en las primarias presidenciales nacionales de la revista Time. La encuesta contó los votos de más de un millón de estudiantes en más de 1.200 campus. Kennedy quedó en segundo lugar, por más de 70.000 votos. Con respecto a los resultados, McCarthy comentó: "Ahora hemos puesto a prueba al enemigo, y conocemos sus técnicas... conocemos sus debilidades". Al día siguiente, Kennedy derrotó a McCarthy en las primarias de Nebraska, pero esto no detuvo su esfuerzo. Reafirmó que competiría con Kennedy en Oregón, California, Nueva Jersey y Dakota del Sur. Terminó el mes derrotando a Kennedy en las primarias de Oregón por un margen de 45 a 39 por ciento. La victoria permitió a los medios de comunicación observar que McCarthy estaba "de vuelta en la carrera como un contendiente importante", y forzó un cambio de atención a las inminentes primarias en Dakota del Sur y California, programadas para el mes siguiente.
McCarthy se definió como un político limpio, pero criticó a sus oponentes. Conocido por su ingenio, cuando se le preguntó si el comentario del gobernador de Míchigan, George Romney, de que le habían "lavado el cerebro" sobre la Guerra de Vietnam había acabado con las esperanzas presidenciales de Romney, McCarthy comentó: "Bueno... no, en realidad no. De todos modos, creo que en ese caso un ligero enjuague habría sido suficiente". Se burló de Kennedy y sus partidarios. Una gran metedura de pata tuvo lugar en Oregón, cuando McCarthy llamó a los partidarios de Kennedy "menos inteligentes" que los suyos y menospreció a Indiana (que para entonces se había decantado por Kennedy) por carecer de un poeta de la talla de Robert Lowell, un amigo de McCarthy que a menudo viajaba con él.
Algunos de los que se unieron al esfuerzo de McCarthy al principio eran leales a Kennedy. Ahora que Kennedy estaba en la carrera, muchos de ellos abandonaron el barco, instando a McCarthy a abandonar y apoyar a Kennedy. McCarthy estaba resentido porque Kennedy le había dejado hacer el "trabajo sucio" de desafiar a Johnson y solo entró en la carrera cuando se hizo evidente que Johnson era vulnerable. Como resultado, aunque inicialmente entró en la campaña con pocas ilusiones de ganar, McCarthy se dedicó ahora a vencer a Kennedy (y a Humphrey, que entró en la carrera después de que Johnson se retirara) y a conseguir la nominación.
Humphrey, durante mucho tiempo defensor de los sindicatos y de los derechos civiles, entró en la carrera con el apoyo del "establishment" del partido, incluyendo a la mayoría de los miembros del Congreso, alcaldes, gobernadores y líderes sindicales. Se presentó demasiado tarde para competir en las primarias, pero contaba con el apoyo de Johnson y de muchos demócratas.
Kennedy, al igual que su hermano John en 1960, planeaba ganar la nominación a través del apoyo popular en las primarias. McCarthy y Kennedy se enfrentaron en California, sabiendo que el resultado allí sería decisivo. Ambos hicieron una vigorosa campaña por todo el estado, y muchas encuestas los mostraban empatados, y algunas predecían una victoria de McCarthy.

### El asesinato de Kennedy y sus consecuencias

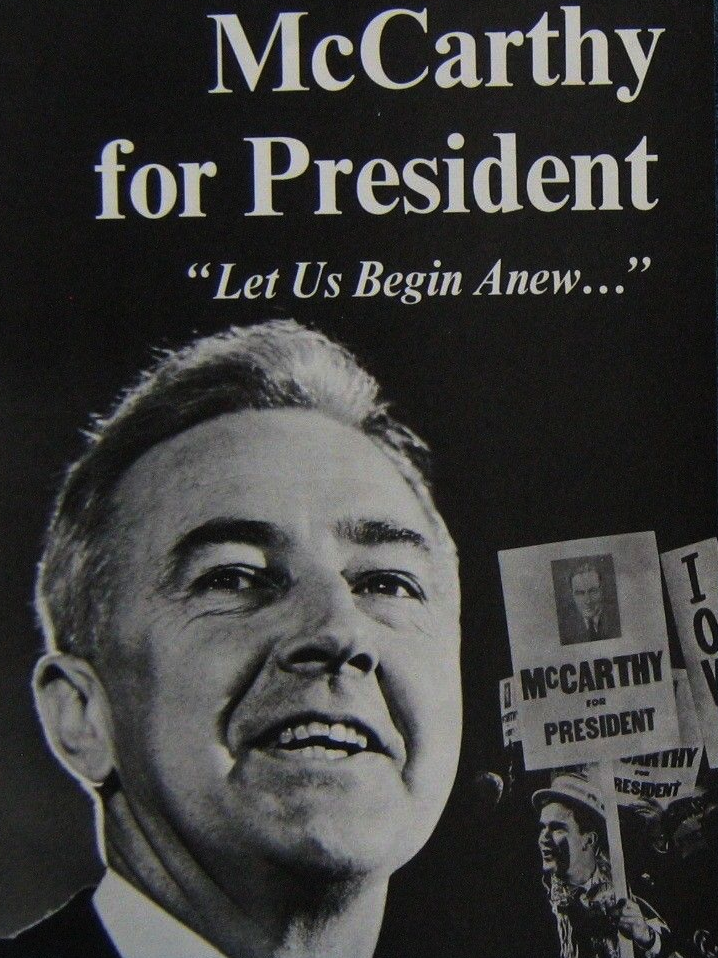
Cartel de la campaña

Un debate televisado entre ambos comenzó a inclinar a los votantes indecisos hacia McCarthy. Éste hizo dos declaraciones que muchos consideraron poco meditadas: que aceptaría un gobierno que incluyera a los comunistas en Vietnam del Sur, y que sñlo la reubicación de los negros del centro de la ciudad resolvería el problema urbano. Kennedy se abalanzó, describiendo la primera idea como blanda con el comunismo y la segunda como un plan para trasladar a decenas de miles de residentes del gueto al blanco y conservador Condado de Orange. Kennedy ganó las primarias de California el 4 de junio, pero le dispararon después de su discurso de victoria en el Hotel Ambassador de Los Ángeles, y murió poco después. En respuesta, McCarthy se abstuvo de actuar políticamente durante varios días. Un ayudante recordó a McCarthy burlándose de su rival caído, diciendo que Kennedy era "demagogo hasta el final". Otro oyó a McCarthy decir que Kennedy "se lo había buscado", dando a entender que había provocado a Sirhan Sirhan, el pistolero palestino condenado por su asesinato, al prometer apoyo militar al estado de Israel.
McCarthy y Kennedy hicieron una vigorosa campaña por California a principios de junio, y este último anunció que abandonaría la carrera si perdía las primarias del estado. También se iba a celebrar otra primaria en Nueva Jersey, que colindaba con el estado natal de Kennedy, Nueva York. Los dos candidatos aparecieron en foros televisados, que McCarthy criticó por no tener un formato de debate. El 5 de junio, Robert Kennedy fue tiroteado en Los Ángeles tras ganar las primarias de California y Dakota del Sur. McCarthy canceló inmediatamente sus planes de campaña y fue puesto bajo fuerte vigilancia en su hotel. Esa misma noche, McCarthy derrotó a Kennedy en las primarias de Nueva Jersey. Kennedy murió al día siguiente, lo que hizo que un gran número de sus delegados se decantaran por Humphrey, mientras que la opinión popular parecía decantarse por McCarthy. McCarthy estaba desconsolado por el suceso y consideró abandonar la carrera. Tras el funeral de Kennedy, McCarthy se reunió en privado con Johnson y Humphrey para discutir el futuro del Partido Demócrata. Ese mismo mes, el senador republicano Mark Hatfield, de Oregón, evaluó la situación demócrata, afirmando que McCarthy no tenía ninguna posibilidad y que Humphrey sería el candidato del partido.
Una vez concluidas las primarias, McCarthy dedicó el mes de julio a intentar atraer a los delegados no comprometidos y a aclarar sus posiciones sobre los temas. Continuó con un fuerte sentimiento antibélico, mencionando que podría viajar a París, Francia, para discutir la paz con los norvietnamitas. Los principales negociadores calificaron el posible viaje como un error, y que las conversaciones eran demasiado importantes "para interponer la política partidista".
A continuación, el candidato fue citado por el presidente del Comité de Emergencia para el Control de Armas, John Glenn, como uno de los cinco candidatos presidenciales que respaldaron el movimiento del grupo para controlar las armas de fuego. McCarthy abogó por un registro nacional de armas de mano y por el desarrollo de un sistema de venta de armas por correo sólo a personas cualificadas. Pero argumentó que la venta de escopetas y rifles debía dejarse a la discreción de cada estado. A la semana siguiente, propuso una "guerra contra el hambre" para ayudar a los millones de estadounidenses que, según él, pasaban hambre, comentando que "nuestra primera preocupación es la salud de cada individuo hambriento". El Departamento de Agricultura rebatió sus afirmaciones al respecto. Seis días después, McCarthy se dirigió a Georgia, donde buscó más delegados demócratas para contrarrestar la fuerte organización del vicepresidente Humphrey. El día anterior, había visitado Pittsburgh y asistido a un mitin con el que esperaba ganar los delegados demócratas de Pensilvania y el voto afroamericano. McCarthy retó a Humphrey a una serie de debates sobre diversos temas. El vicepresidente aceptó la invitación, pero modificó la propuesta solicitando que sólo hubiera un debate antes de la Convención Nacional Demócrata. Al terminar el mes, y con la Convención Demócrata acercándose rápidamente, McCarthy intentó cambiar algunas reglas de la convención, centrándose mucho en la regla del "voto por unidad", que daba más control a los jefes del partido. La táctica pretendía compensar la ventaja de Humphrey en cuanto a delegados, y ya había sido utilizada por Dwight Eisenhower en su exitosa campaña de 1952, mientras luchaba contra Robert A. Taft por la nominación republicana.

### Convención Nacional del Partido Demócrata
El plan de McCarthy para ganar más delegados se complicó cuando el senador George McGovern de Dakota del Sur entró en la carrera como sucesor del legado de Robert Kennedy. La entrada tuvo el efecto de dividir el voto anti-Humphrey. Mientras tanto, la campaña de McCarthy alegó que el presidente nacional demócrata John Bailey estaba dando un trato preferente a Humphrey, en detrimento de McCarthy. Pidieron la dimisión del presidente, pero éste rechazó las alegaciones y argumentó que los dos candidatos estaban recibiendo "exactamente el mismo trato en cuanto a espacio en el hotel, espacio en el anfiteatro, servicio telefónico, entradas, transporte y cualquier otra fase de la actividad de la convención". En la víspera de la convención, Humphrey parecía tener una ventaja sobre McCarthy entre los delegados, con McGovern en un distante tercer lugar, pero con muchos delegados aún no comprometidos, los tres hombres lucharon. Mientras tanto, en las calles de Chicago, las protestas contra la guerra arreciaban mientras 6.000 soldados federales y 18.000 de la Guardia Nacional de Illinois defendían el recinto de la convención. Humphrey ganó la nominación en la primera votación, a pesar de que McCarthy había obtenido la mayoría de los votos en las primarias. Los disturbios se intensificaron y los partidarios de McCarthy instaron al candidato a hacer una campaña de cuarto partido contra Nixon, Humphrey y George Wallace. McCarthy anunció que no llevaría a cabo dicha campaña y se retiró, al tiempo que negaba su apoyo a Humphrey. Al final de su campaña, McCarthy declaró que "se propuso demostrar... que la gente de este país podía ser educada y tener un juicio decente... pero evidentemente esto es algo que los políticos tenían miedo de afrontar".
A pesar de sus buenas actuaciones en varias primarias -ganó más votos que cualquier otro candidato demócrata-, McCarthy solo obtuvo el 23% de los delegados en la Convención Nacional Demócrata de 1968, en gran parte debido al control de las organizaciones de los partidos estatales sobre el proceso de selección de delegados. Tras el asesinato de Kennedy, muchos delegados de Kennedy, recordando su amarga guerra de palabras con McCarthy, optaron por apoyar a George McGovern en lugar de a McCarthy. Además, aunque Humphrey no era claramente un candidato antibélico, algunos demócratas antiguerra esperaban que, como presidente, tuviera éxito donde Johnson había fracasado y sacara a Estados Unidos de Vietnam. Antes del día de las elecciones, McCarthy confirmó que votaría personalmente a Humphrey, pero dijo que no iría más allá, sin llegar a respaldarlo. Aunque McCarthy no ganó la nominación demócrata, el "Nuevo Partido" antibélico, que presentó varios candidatos a la presidencia ese año, lo incluyó como su candidato en la papeleta de Arizona, donde recibió 2.751 votos. También apareció en la papeleta de Oregón como la opción del Nuevo Partido. Recibió 20.721 votos como candidato por escrito en California.
A pesar de la postura de McCarthy contra la guerra de Vietnam, el gobierno comunista de Vietnam del Norte tenía una actitud cínica hacia él, en gran parte porque la falta de dinero en su campaña lo hacía muy escéptico de lo que podía lograr, describiendo a McCarthy como "un político de segunda categoría con poca experiencia y dinero" en su análisis de la elección presidencial publicado en su Army Newspaper del 10 de agosto de 1968.

## La política después del Senado

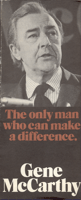
Folleto de la campaña presidencial de ese año

La negativa de McCarthy a respaldar a Humphrey flaqueó un poco en octubre, cuando el excandidato puso condiciones al candidato demócrata. Estas incluían un cambio en su postura sobre la guerra de Vietnam, un cambio del servicio militar obligatorio y una reforma de la política de la maquinaria demócrata. Humphrey discutió las exigencias con McCarthy por teléfono, y respondió que "no era propenso a empezar a cumplir las condiciones", sino que estaba exponiendo su "propio caso" como candidato. A finales de octubre, McCarthy anunció que votaría por Humphrey, pero que no iría más allá. Nixon acabó ganando las elecciones, y McCarthy recibió 20.721 votos por escrito en California y 2.751 en Arizona, donde figuraba como candidato del Partido Nuevo contra la guerra.

### Campaña presidencial de 1972
McCarthy volvió a la política como candidato a la nominación presidencial demócrata en 1972, pero le fue mal en New Hampshire y Wisconsin y pronto abandonó.
Illinois fue la única primaria en la que McCarthy participó activamente. Obtuvo el 38% de los votos frente al 59% del entonces principal aspirante, Edmund Muskie, pero los medios de comunicación ignoraron la campaña de McCarthy en Illinois.

### Campaña presidencial de 1976
Tras su campaña de 1972, McCarthy abandonó el Partido Demócrata y se presentó como candidato independiente a la presidencia en 1976. Durante esa campaña, adoptó una postura libertaria sobre las libertades civiles, prometió crear pleno empleo acortando la semana laboral, se pronunció a favor del desarme nuclear, atacó al Servicio de Impuestos Internos y dijo a quiénes nombraría para varios puestos del gabinete si era elegido. Sin embargo, principalmente luchó contra las leyes de acceso a las urnas que consideraba demasiado restrictivas y animó a los votantes a rechazar el sistema bipartidista.
Sus numerosas batallas legales durante las elecciones, junto con un fuerte esfuerzo popular en los estados amigos, le permitieron aparecer en las papeletas de 30 estados y facilitaron el acceso a las papeletas para posteriores candidatos de terceros partidos. Su afiliación al partido figuraba en las papeletas como "Independiente", "McCarthy '76", "No partidista", "Nom. Petition", "Nomination", "Not Designated" y "Court Order". Aunque no figuraba en las papeletas de California y Wyoming, fue reconocido como candidato por escrito en esos estados. En muchos estados no se presentó con un candidato a la vicepresidencia, pero llegó a tener un total de 15 compañeros de fórmula en los estados en los que debía tener uno. Al menos ocho de sus compañeros de fórmula eran mujeres.
A nivel nacional, McCarthy recibió 740.460 votos, el 0,91% del total, quedando tercero en las elecciones. Su mejor resultado fue en Oregón, donde recibió 40.207 votos, el 3,90% de los votos.

### Más activismo

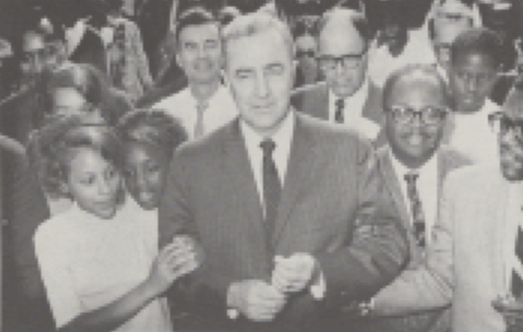
McCarthy en 1968

McCarthy se opuso a las leyes de financiación de las campañas de la era Watergate, convirtiéndose en demandante en el histórico caso Buckley contra Valeo, 424 U.S. 1 (1976), en el que La Corte Suprema de los Estados Unidos declaró inconstitucionales ciertas disposiciones de las leyes federales de financiación de campañas. McCarthy, la Unión de Libertades Civiles de Nueva York, el filántropo Stewart Mott, el Partido Conservador del Estado de Nueva York, el Partido Republicano de Misisipi y el Partido Libertario fueron los demandantes en Buckley, convirtiéndose en actores clave para acabar con los límites de gasto de las campañas y la financiación pública de las mismas.
En 1980, consternado por lo que consideraba el abyecto fracaso de la presidencia de Jimmy Carter (más tarde dijo que "fue el peor presidente que hemos tenido"), apareció en un anuncio de campaña para el candidato libertario Ed Clark y escribió la introducción del libro de campaña de Clark. Finalmente, apoyó la candidatura de Ronald Reagan a la presidencia.
En las elecciones presidenciales de 2000, McCarthy, apoyó la candidatura del Partido Verde Ralph Nader.
Tras los atentados del 11 de septiembre de 2001, afirmó que Estados Unidos nunca se había preocupado por la suerte de los palestinos. Además, era un opositor del presidente George W. Bush.
McCarthy dice lo siguiente sobre la política: "Un político tiene mucho en común con un entrenador de fútbol americano. Debe ser lo suficientemente inteligente para entender el juego y lo suficientemente tonto para tomárselo en serio".

### Campañas finales
En 1982, McCarthy se presentó como candidato al Senado de los Estados Unidos, pero perdió las primarias demócratas frente al empresario Mark Dayton, por un 69% a 24%.
En las elecciones de 1988, McCarthy apareció en la papeleta como candidato presidencial de un puñado de partidos estatales de izquierdas, concretamente los Partidos del Consumidor de Pensilvania y Nueva Jersey y el Partido Progresista de Minnesota. En su campaña apoyó el proteccionismo comercial, la Iniciativa de Defensa Estratégica de Reagan y la abolición del sistema bipartidista. Recibió 30.905 votos.
En 1992, de vuelta al Partido Demócrata, se presentó a las primarias presidenciales de New Hampshire y realizó una campaña para la nominación demócrata, pero fue excluido del primer debate televisado. Junto con otros candidatos que habían sido excluidos de los debates demócratas de 1992 (entre ellos la dos veces candidata a la presidencia por el Partido de la Nueva Alianza, Lenora Fulani, el exalcalde de Irvine, California, Larry Agran, el actor de Billy Jack, Tom Laughlin, y otros), McCarthy organizó protestas y emprendió sin éxito acciones legales para intentar ser incluido en los debates. A diferencia de los otros candidatos excluidos, McCarthy era una figura nacional de larga trayectoria y había montado campañas creíbles para la presidencia en elecciones anteriores. Obtuvo 108.679 votos en las primarias de 1992.

## Publicación
Tras dejar el Senado en 1971, McCarthy se convirtió en editor sénior de la editorial Harcourt Brace Jovanovich y en columnista de periódicos sindicados. En la década de 1960 empezó a escribir poesía, y su creciente protagonismo político hizo que aumentara el interés por su obra. "Si alguno de ustedes es un poeta secreto, la mejor manera de entrar en la prensa es presentarse a la presidencia", escribió en 1968. En 1997 publicó una colección de poesía, Cool Reflections: Poetry For The Who, What, When, Where and Especially Why of It All (ISBN 1-57553-595-5).

## Vida personal
McCarthy y su esposa, Abigail Quigley McCarthy, tuvieron cinco hijos, Christopher Joseph (30 de abril de 1946), Ellen Anne, Mary Abigail (29 de abril de 1949-28 de julio de 1990), Michael Benet y Margaret Alice.
En 1969, McCarthy se separó de su esposa tras 24 años de matrimonio, pero ambos nunca se divorciaron. Los niños se quedaron con su madre tras la separación. Según el biógrafo de McCarthy Dominic Sandbrook, McCarthy mantuvo una relación romántica con la corresponsal de CBS News Marya McLaughlin que duró hasta la muerte de esta en 1998.

## Muerte y legado
McCarthy murió por complicaciones de la enfermedad de Parkinson a la edad de 89 años el 10 de diciembre de 2005, en una residencia de ancianos en Georgetown, Washington D. C., donde había vivido los últimos años. El expresidente Bill Clinton pronunció su panegírico.
Tras su muerte, el College of Saint Benedict y la Universidad de Saint John's rebautizaron su Centro de Políticas Públicas como Centro Eugene J. McCarthy de Políticas Públicas. El partido demócrata conmemoró su muerte durante la Convención Nacional Demócrata de 2008 en Denver, Colorado, el 28 de agosto de 2008. El acto conmemorativo incluyó fotos de varios demócratas destacados que habían muerto durante el periodo de cuatro años desde la Convención de 2004, mostradas en una gran pantalla. Durante el homenaje a McCarthy, la pantalla que mostraba su fotografía omitió por error su nombre de pila, pero incluyó su segundo nombre, llamándolo "Senador Joseph McCarthy"; Joseph McCarthy fue un notable senador republicano de Wisconsin, famoso por su campaña anticomunista y su enfrentamiento con el periodista Edward R. Murrow.
En 2009, su alma mater, la Universidad de St. John, rindió homenaje a McCarthy creando el Premio Eugene McCarthy al Servicio Público Distinguido.
Los archivos de McCarthy como congresista estadounidense (demócrata-laborista) del 4.º distrito de Minnesota (1949-1958) y como senador estadounidense por Minnesota (1959-1970) están disponibles en el Centro de Historia de Minnesota para su investigación. Incluyen expedientes ejecutivos, expedientes generales, expedientes legislativos, expedientes personales, expedientes políticos y de campaña (incluyendo la senaduría, la vicepresidencia y la presidencia), expedientes de relaciones públicas, material sonoro y visual (con fotografías) y discursos.

## Resultados de las elecciones presidenciales
| Resultados de las campañas presidenciales de McCarthy |                   |         |            |
| Elecciones                                            | Partido           | Votos   | Porcetanje |
| 1968                                                  | Partido Demócrata | 25,634  | 0.04%      |
| 1976                                                  | Independiente     | 740,460 | 0.91%      |
| 1988                                                  | Consumidor        | 30,905  | 0.03%      |

## Libros publicados
- Frontiers in American Democracy (1960)
- Dictionary of American Politics (1962)
- A Liberal Answer to the Conservative Challenge (1964)
- The Limits of Power: America's Role in the World (1967)
- The Year of the People (1969)
- Mr. Raccoon and His Friends (1977; Academy Press Ltd., Chicago, IL); children's stories, illustrated by James Ecklund
- A Political Bestiary, by Eugene J. McCarthy and James J. Kilpatrick (1979) ISBN 0-380-46508-6
- The Ultimate Tyranny: The Majority Over the Majority (1980) ISBN 0-15-192581-X
- Gene McCarthy's Minnesota: Memories of a Native Son (1982) ISBN 0-86683-681-0
- Complexities and Contrarities (1982) ISBN 0-15-121202-3
- Up Til Now: A Memoir (1987)
- Required Reading: A Decade of Political Wit and Wisdom (1988) ISBN 0-15-176880-3
- Nonfinancial Economics: The Case for Shorter Hours of Work, by Eugene McCarthy and William McGaughey (1989) ISBN 0-275-92514-5
- A Colony of the World: The United States Today (1992) ISBN 0-7818-0102-8
- Eugene J. McCarthy: Selected Poems by Eugene J. McCarthy, Ray Howe (1997) ISBN 1-883477-15-8
- No-Fault Politics (1998) ISBN 0-8129-3016-9
- 1968: War and Democracy (2000) ISBN 1-883477-37-9
- Hard Years: Antidotes to Authoritarians (2001) ISBN 1-883477-38-7
- From Rappahannock County (2002) ISBN 1-883477-51-4
- Parting Shots from My Brittle Bow: Reflections on American Politics and Life (2005) ISBN 1-55591-528-0